# مسجد النجدي
مسجد النجدي هو أحد المساجد القديمة الواقعة في جزيرة فرسان التابعة لمنطقة جازان غرب السعودية. ويعتبر المسجد أحد المواقع الأثرية والبارزة في الجزيرة. وقد شيده تاجر اللؤلؤ إبراهيم التميمي في عام 1347 هـ، وأهم ما يميز هذا المسجد هي النقوش والزخارف الإسلامية والتي تشبه إلى حد كبير تلك الموجودة في مسجد قصر الحمراء.

## تاريخه
يعد مسجد النجدي من أقدم مساجد جزيرة فرسان، ويعود تاريخ إنشاء المسجد على عام 1347هـ وقد بناه الشيخ إبراهيم التميمي الملقب بالنجدي والذي هاجر من حوطة بني تميم إلى جزيرة فرسان في عهد الامارة الإدريسية، وعمل بتجارة اللؤلؤ وكان من أشهر التجار بالمنطقة آنذاك، ثم سافر بعد ذلك إلى الهند وتأثر بالحضارة الشرقية، وجلب معه المواد المستخدمة في بناء المسجد من دهانات ونقوش ولوحات، ثم جلب البنائين من اليمن لبناء مسجد النجدي والمنزل المجاور له والذي كان يسكنه هو وعائلته، وقد تولي رعاية المسجد من بعد ابنه يحيى إبراهيم النجدي، وقام الصلاة في وقتنا الحالي، وقد اجريت على المسجد عدة ترميمات كان اخرها عام 1438هـ.

## وصف المسجد
«المسجد مستطيل الشكل بطول 29م وعرض 19,4؛ يتكون من بيت للصلاة، وصحن مكشوف، وأساس لمئذنة، له مدخلان يؤديان إلى الصحن: أحدهما في الجهة الغربية، والآخر في الجهة الشرقية، ويرتفع سور الصحن حوالي مترين ، والجزء السفلي منه بني بالحجارة بسماكة 65سم، وارتفاع 120سم، أضيف عليه بناء بطوب بارتفاع حوالي 80 سم، وغطيت الجدران الخارجية والداخلية لالأسمنت الكدهون باللون الأبيض، كما يوجد أساس لمئذنة مثمّنة في الجهة الجنوبية الشرقية للمسجد، وعلى يمين المدخل الشرقي لصحن المسجد مكان للوضوء، أما بيت الصلاة ففي أركانه من الخارج ( الركن الشمالي الشرقي والركن الشمالي الغربي) دعامات بارزة ، كما يبرز المحراب في منتصف جدار القبلة بشكل مستطيل من أسفل، ويوجد في أركان جدار سطح بيت الصلاة ومنتصفه شرفات بارزة بزخارف نافذة، ومن الملاحظ على سطح بيت الصلاة أنه تعلوه 12 قبة ويوجد في أعلى كل واحدة منها عمود صغير محتمل أنه كان يحمل أهلة أو زخرفة. أما بيت الصلاة فله مدخلان يقعان في أطراف الجدار الجنوبي المطل على الصحن، وهذا الجدار مزين بالزخارف الجصية من الخارج النافذة وغير النافذة، ويوجد في وسط بين الصلاة من الداخل ستة أعمدة، ويعلو الأعمدة أقواس متعامدة ومتقابلة مع مع جدار القبلة تحمل 12 قبة تمثل سقف بيت الصلاة ؛ وجميع القباب كانت مزخرفة بألوان متعددة كما يتضح من خلال القباب الباقية منها، وفي جدار القبلة يوجدأربعة شبابيك للإضاءة يوجد في الأعلى منها أقواس ذات زخارف هندسية جصية غائرة، ويوجد في الوسط من جدار القبلة أيضًا محراب ومنبر يذكر أنهما جلبا من الهند، كما يوجد في الخلف من بيت الصلاة مصلى مرتفع قليلاً له محراب، وتعلو جدرانه زخارف ذات أشكال هندسية غائرة ونافذة، وله مدخل من ناحية بيت الصلاة عند اعتدال الجو، وخصص في رمضان لصلاة النساء» 

## الصور

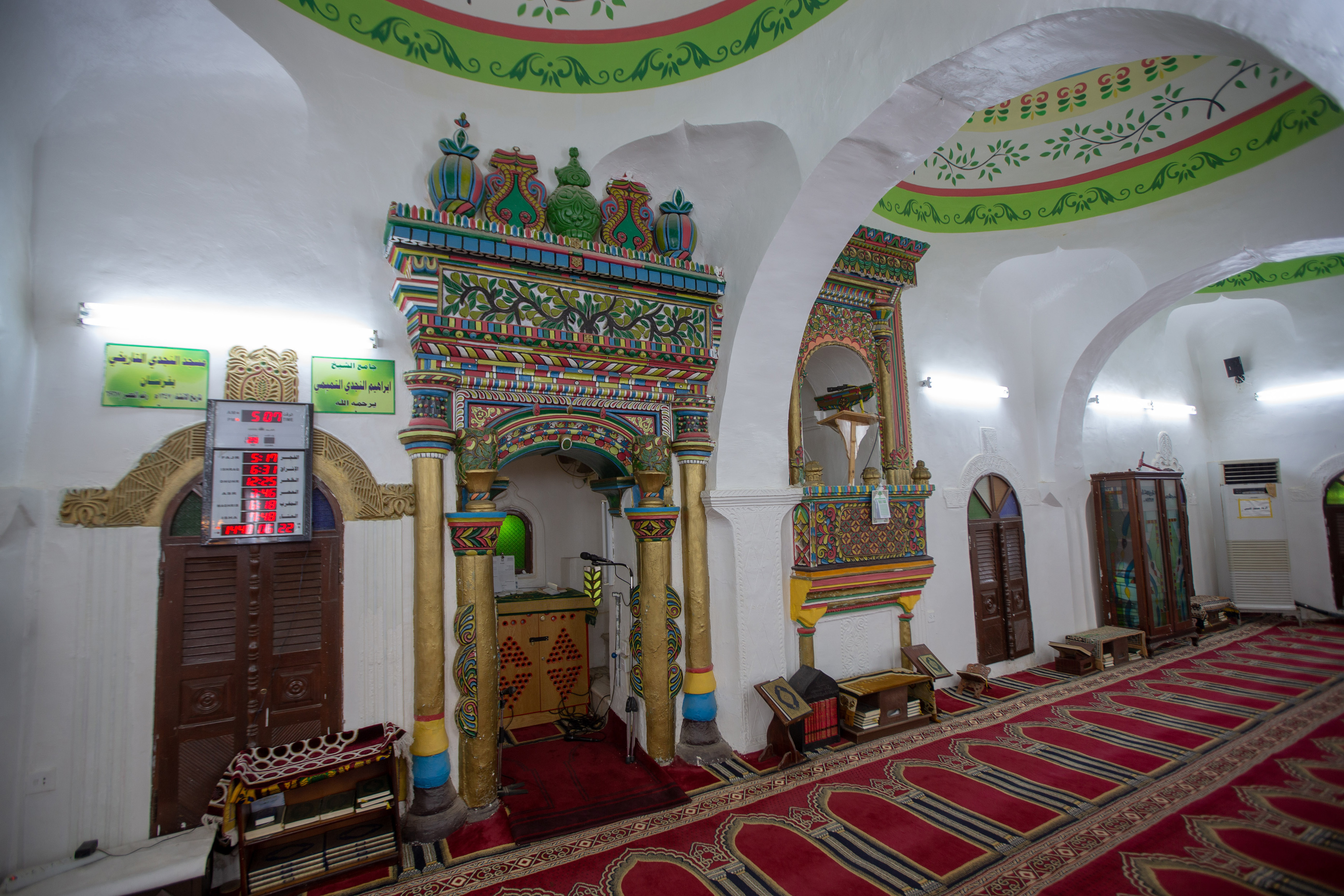
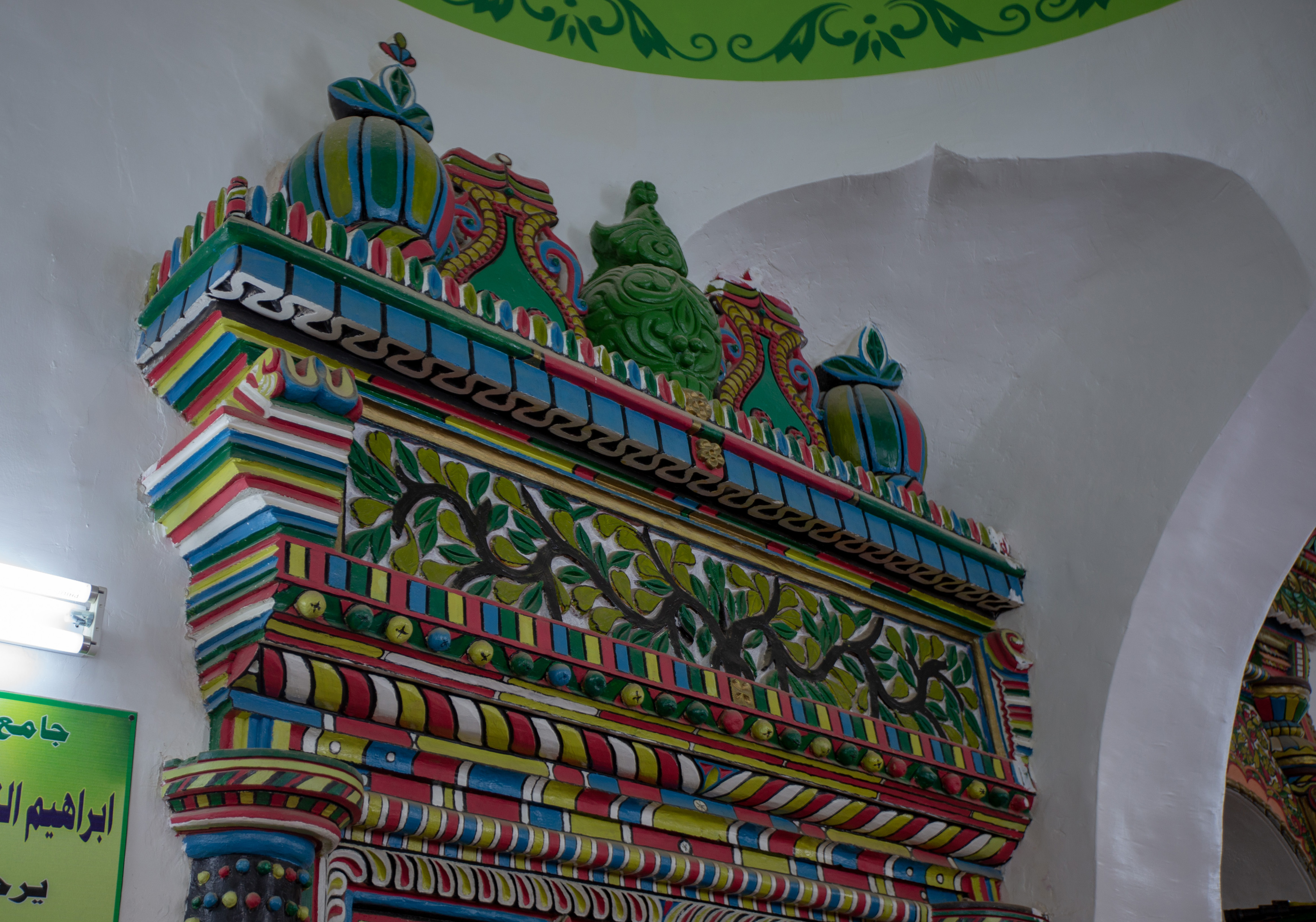
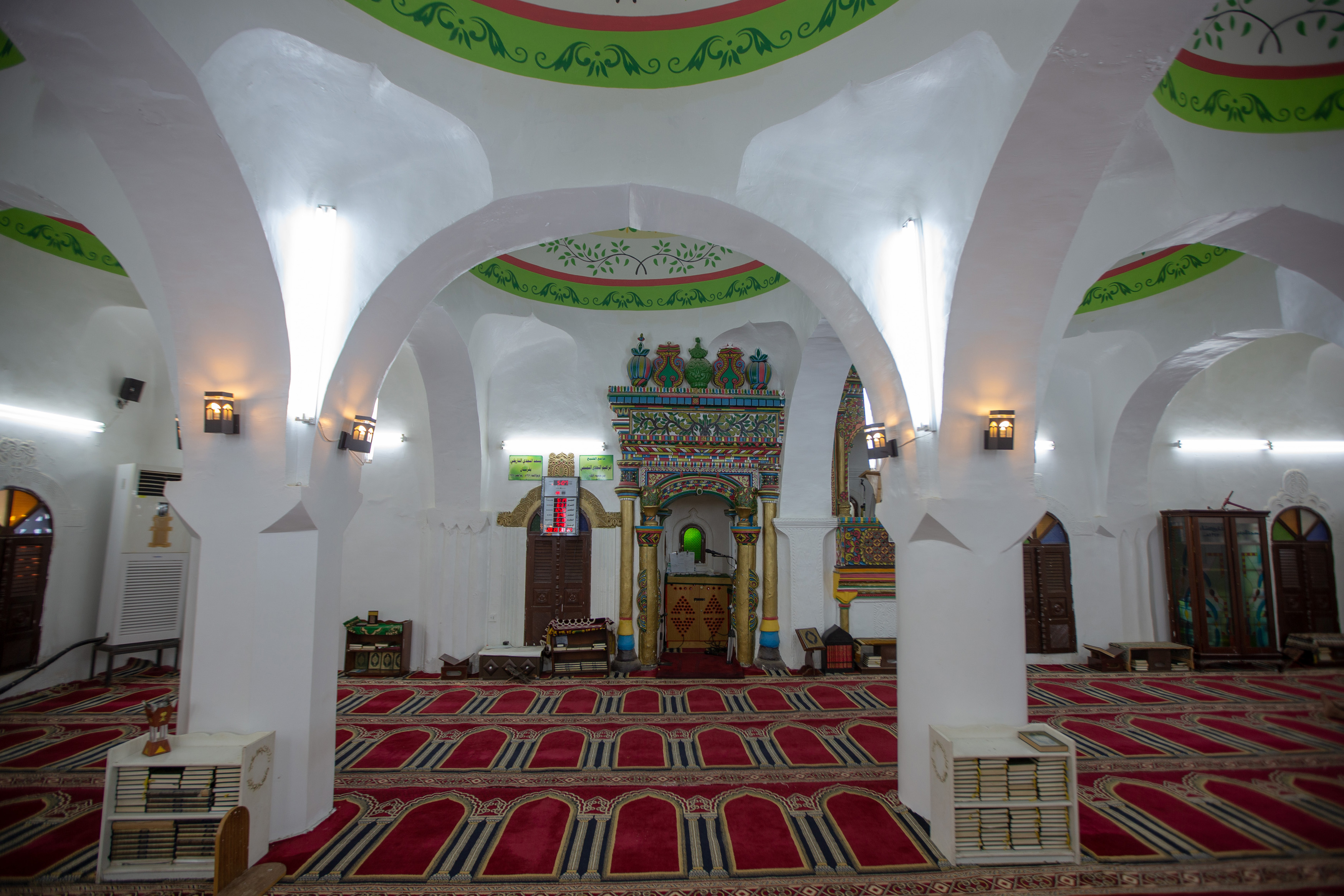
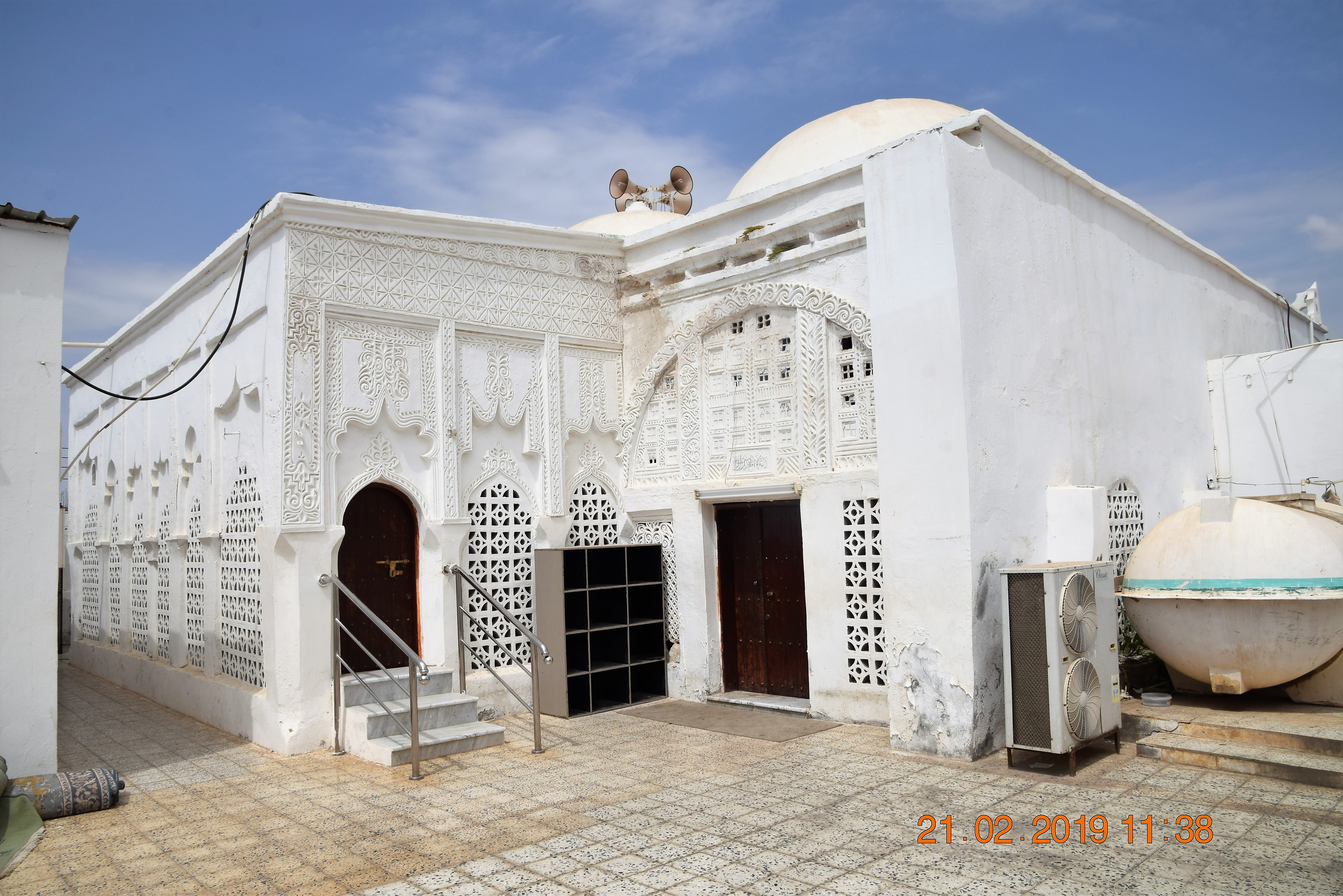
صورة خارجية للمسجد
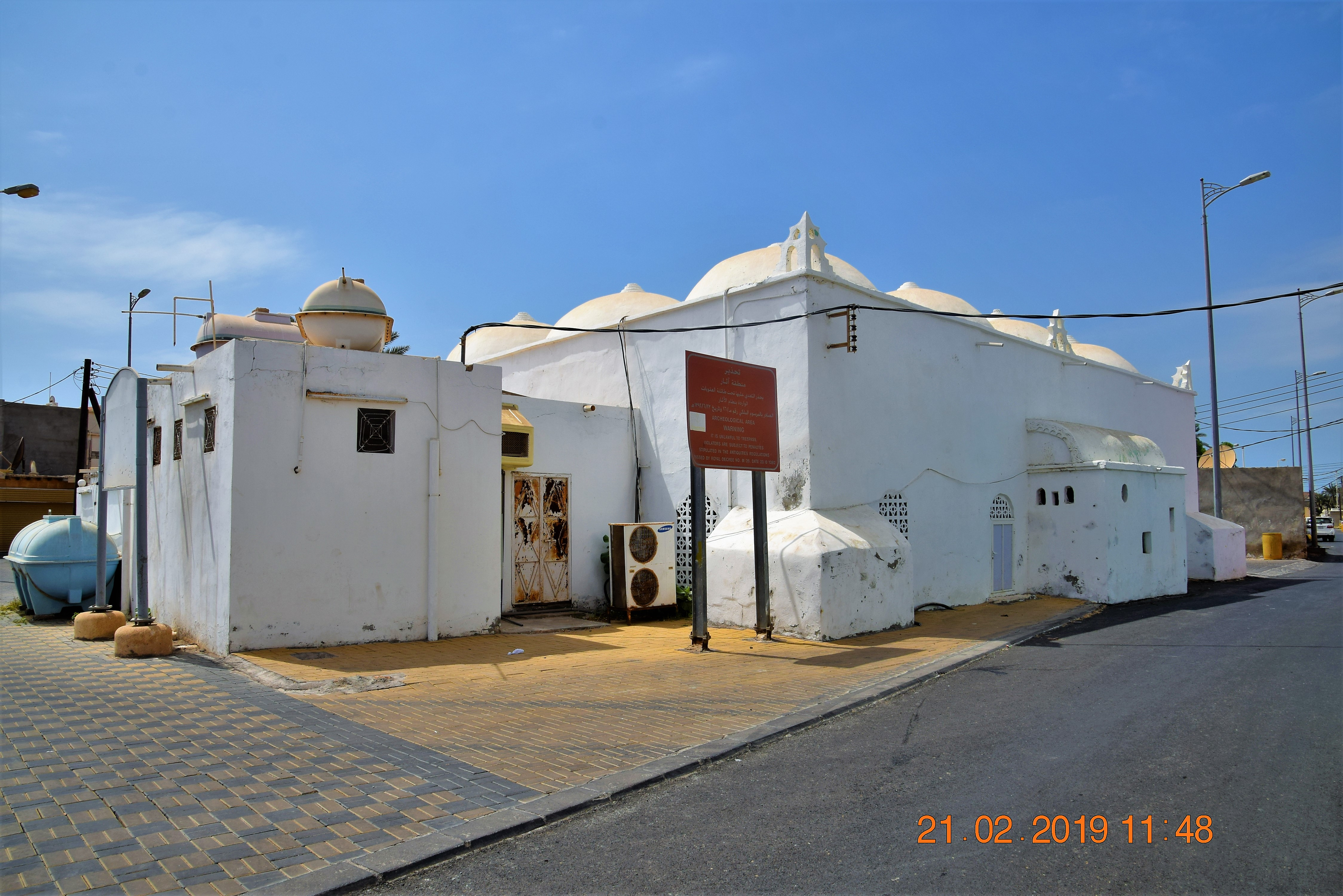

## وصلات خارجية
- مسجد النجدي.. قصة تاجر اللؤلؤ
- مسجد «النجدي» شاهد على تجارة اللؤلؤ بفرسان